# Галагора-де-Жос
Галагора-де-Жос (рум. Halahora de Jos) — село в Молдові в Бричанському районі. Входить до складу комуни, центром якої є село Галагора-де-Сус.
Переважна більшість населення - етнічні українці. Згідно з переписом населення 2004 року - 355 осіб (82%).
| Молдова | Це незавершена стаття з географії Молдови. Ви можете допомогти проєкту, виправивши або дописавши її. |

1. ↑  Nicu V. Localitățile Moldovei în documente și cărți vechi: îndreptar bibliografic. Volumul 1: A-L — Chișinău: Universitas, 1991. — С. 407. — 508 с. — ISBN 5-362-00841-2